# Gerhard Thurow
Gerhard Thurow (2 november 1934 - Hilvarenbeek, 11 april 1976) was een Duits motorcoureur. 
Zijn beste seizoenen waren 1974 en 1975, toen hij vierde werd in het wereldkampioenschap 50 cc. Gerhard Thurow verongelukte tijdens de Olofraces in Hilvarenbeek op 11 april 1976.

## Wereldkampioenschap wegrace resultaten
(Races in vet zijn pole-positions; races in cursief geven de snelste ronde aan)
| Jaar | Klasse | Motorfiets | 1     | 2      | 3       | 4     | 5      | 6     | 7     | 8     | 9     | 10      | 11    | 12    | 13    | Punten | Plaats | Overwinningen |
| ---- | ------ | ---------- | ----- | ------ | ------- | ----- | ------ | ----- | ----- | ----- | ----- | ------- | ----- | ----- | ----- | ------ | ------ | ------------- |
| 1965 | 50 cc  | Kreidler   | USA - | DUI -  | SPA -   | FRA - | IOM -  | NED 7 | BEL - | DDR - | TSJ - | ULS -   | FIN - | NAT - | JAP - | 0      | -      | 0             |
| 1969 | 50 cc  | Kreidler   | SPA - | DUI 10 | FRA -   | IOM - | NED -  | BEL - | DDR - | TSJ - | FIN - | ULS -   | NAT - | JOE - |       | 1      | 38e    | 0             |
| 1970 | 50 cc  | Kreidler   | DUI - | FRA 20 | JOE 11  | IOM - | NED 13 | BEL - | DDR - | TSJ - | FIN - | ULS -   | NAT 7 | SPA - |       | 4      | 23e    | 0             |
| 1972 | 50 cc  | Kreidler   | DUI - | FRA 5  | OOS -   | NAT - | IOM -  | JOE - | NED 5 | BEL - | DDR - | TSJ -   | ZWE - | FIN - | SPA - | 12     | 11e    | 0             |
| 1973 | 50 cc  | Kreidler   | FRA - | OOS -  | DUI DNF | NAT 3 | IOM -  | JOE - | NED 3 | BEL 5 | TSJ - | ZWE 4   | FIN - | SPA 4 |       | 36     | 4e     | 0             |
| 1974 | 50 cc  | Kreidler   | FRA - | DUI -  | OOS -   | NAT - | IOM -  | NED - | BEL 1 | ZWE 4 | FIN 4 | TSJ 3   | JOE 4 | SPA 4 |       | 57     | 4e     | 1             |
| 1975 | 50 cc  | Kreidler   | FRA - | SPA -  | OOS -   | DUI 7 | NAT -  | IOM - | NED 9 | BEL 7 | ZWE 5 | FIN DNF | TSJ - | JOE - |       | 21     | 8e     | 0             |